# Mario Bonacina
Mario Héctor Bonacina (Santiago del Estero, 29 de septiembre de 1946-provincia de Tucumán, 17 de mayo de 2004) fue un contador público y político argentino. A lo largo de su carrera política, fue dos veces intendente de la ciudad de Santiago del Estero, convencional constituyente en 1994 y diputado nacional entre 1999 y 2003.

## Reseña biográfica
Mario Héctor Bonacina nació en la ciudad de Santiago del Estero el 29 de septiembre de 1946. Se recibió de contador público en la Universidad Católica de Santiago del Estero en 1971.
Militante de la Unión Cívica Radical, fue elegido intendente de Santiago del Estero en 1991 y 1995. Durante sus dos períodos, se realizaron numerosas obras en la ciudad. Bonacina ideó un plan estratégico urbano, gestionó la construcción del anfiteatro "Plaza Añoranzas", el entubamiento de la acequia de la avenida Colón y la construcción de los parques Norte, Oeste y Sur. También durante su mandato se construyeron el Teatro del Pueblo y la Casa del Niño. Además ordenó el servicio de transporte público (ómnibus y remises), creó los centros operativos descentralizados, se pavimentaron calles y se reconvirtió el alumbrado público.
Bonacina fue convencional constituyente durante la Reforma de la Constitución Argentina de 1994, formando parte de la bancada de la UCR santiagueña junto a José Zavalía, Rosa Llugdar y José Piccinato.
A finales de su mandato como intendente, integró el proyecto de la Alianza. Formando parte de ese partido, se presentó en las elecciones legislativas de 1999 para diputado nacional, obteniendo la banca con el 34% de los votos. Siendo legislador, planteó en el parlamento las violaciones a los derechos humanos que se cometían en la provincia de Santiago del Estero durante el gobierno de Mercedes Aragonés de Juárez y bregó por la Intervención Federal a los poderes de su provincia.
En septiembre de 2002, Mario Bonacina fue candidato a gobernador de Santiago del Estero en las elecciones provinciales de ese año. Quedó en cuarto lugar, obteniendo el 7,39% de los votos. En las elecciones legislativas de 2003, se postuló para renovar su banca de diputado nacional por el partido ARI de Elisa Carrió, pero solo logró el 4% de los votos por lo que perdió el escaño.
El 17 de mayo de 2004, Bonacina se encontraba realizando tareas de asesoramiento para la empresa GASNOR. Durante esa labor, tomó una avioneta en el aeropuerto Gobernador Horacio Guzmán de San Salvador de Jujuy para dirigirse hacia San Miguel de Tucumán junto a gerentes de dicha empresa. Durante el vuelo la avioneta sufrió un desperfecto y se estrelló en una zona serrana de la Provincia de Tucumán, a 15 kilómetros al sudeste de la localidad salteña de Rosario de la Frontera. Todos los ocupantes, incluyendo Mario Bonacina, fallecieron en el accidente. En Santiago del Estero se declaró duelo provincial tras su muerte.
En su homenaje, el parque Sur de la ciudad de Santiago del Estero fue llamado "Mario Bonacina", obra que había sido inaugurada durante su mandato como intendente.